# Показники фінансового стану підприємства
Показники фінансового стану підприємства — система показників, що використовується для аналізу фінансового стану підприємства. Дані показники це розрахунки, засновані на звітах компанії та іншій інформації, що використовуються для характеристики фінансової структури компанії. Фінансові коефіцієнти можна розділити на чотири групи: 
- Показники, що характеризують ступінь використання позичкового капіталу.
- Показники ліквідності.
- Показники рентабельності (прибутковості).
- Показники ринкової вартості компанії.
- Показники заборгованості.

## Історія виникнення фінансових показників
- 1891 р. поява коефіцієнта ліквідності, автор невідомий
- 1905 р. система з 10 коефіцієнтів складена Джеймсом Каноном
- 1917 р. визначення критеріїв для фінансових коефіцієнтів Вільямом Логом
- 1919 р. визначення залежності фінансових коефіцієнтів від підприємств з різних галузей.
- 2000 р. з початком 21 сторіччя, коли намітилась тенденція автоматизації бухгалтерського обліку з допомогою комп'ютера, більшість фінансових показників розраховується автоматично у відповідному програмному забезпеченні.

## Показники
Фінансовий стан підприємства формується в процесі всієї його виробничо-господарської діяльності. Тому оцінку фінансового стану можна об'єктивно здійснити не через один, навіть найважливіший, показник, а тільки за допомогою комплексу, системи показників, що детально й усебічно характеризують господарське становище підприємства.
Показники оцінки фінансового стану підприємства мають бути такими, щоб усі ті, хто пов'язаний із підприємством економічними відносинами, могли одержати відповідь на запитання, наскільки надійне підприємство як партнер у фінансовому відношенні, а отже, ухвалити рішення про економічну доцільність продовження або встановлення таких відносин з підприємством. У кожного з партнерів підприємства — акціонерів, банків, податкових адміністрацій — свій критерій економічної доцільності. Тому й показники оцінки стану підприємства мають бути такими, щоб кожний партнер зміг зробити вибір, виходячи з власних інтересів.
Ясна річ, що в доброму фінансовому стані зацікавлене передовсім саме підприємство. Однак добрий фінансовий стан будь-якого підприємства формується в процесі його взаємовідносин із постачальниками, покупцями, акціонерами, кредиторами та іншими юридичними і фізичними особами. З іншого боку, безпосередньо від підприємства залежить міра його економічної привабливості для всіх цих юридичних осіб, що завжди мають можливість вибору між багатьма підприємствами, спроможними задовольнити той самий економічний інтерес.
Відтак необхідно систематично, детально і в динаміці аналізувати фінанси підприємства, оскільки від поліпшення фінансового стану підприємства залежить його економічна перспектива.
У цілому нижченаведена таблиця включає 65 показників, призначених для детальної та всебічної оцінки фінансового стану підприємства. Однак це не означає, що систематичний аналіз фінансового стану підприємства завжди має здійснюватись за всіма і лише цими показниками.
| Показники фінансового стану підприємства                     | Показники фінансового стану підприємства                                    | Показники фінансового стану підприємства |
| ------------------------------------------------------------ | --------------------------------------------------------------------------- | --- |
| №                                                            | Показник                                                                    | Порядок розрахунку |
| Показники оцінки майнового стану підприємства                |                                                                             | |
| 1.1                                                          | Сума господарських коштів які є в розпорядженні підприємства.               | Валюта балансу. |
| 1.2                                                          | Питома вага активної частини основних засобів.                              | Вартість активної частини ОЗ/ Вартість ОЗ х 100% |
| 1.3                                                          | Коефіцієнт зносу ОЗ.                                                        | Знос / Первинна вартість ОЗ за балансом. |
| 1.4                                                          | Коефіцієнт оновлення ОЗ.                                                    | Балансова вартість ОЗ які надійшли за аналізований період / Балансова вартість ОЗ на кінець періоду, що аналізується.                                       |
| 1.5                                                          | Коефіцієнт вибуття ОЗ                                                       | Балансова вартість ОЗ які вибули за аналізований період / Балансова вартість ОЗ на початок періоду, що аналізується.                                        |
| Показники прибутковості.                                     |                                                                             | |
| 2.1                                                          | Прибутковість інвестицій у звичайні акції.                                  | Прибуток після сплати податків та дивідендів за привілейованими акціями / (зообов'язання перед акціонерами — загальна вартість акцій) х 100%                |
| 2.2                                                          | Прибуток інвестицій у фірму.                                                | Прибуток після сплати податків / Інвестиції. |
| 2.3                                                          | Головний показник прибутковості                                             | Прибуток до сплати податків / (Усього активів — нематеріальні активи)                                                                                       |
| 2.4                                                          | Прибутковість активів.                                                      | Прибуток після сплати податків та дивідендів за привілейованими акціями / (Усього активів — нематеріальні активи).                                          |
| 2.5                                                          | Обертання необоротних активів                                               | Обсяг реалізації / Необоротні активи |
| 2.6                                                          | Прибутковість операційної діяльності                                        | Фінансовий результат від операційної діяльності / Обсяг випуску продукції х 100%                                                                            |
| Показники ліквідності та платоспроможності.                  |                                                                             | |
| 3.1                                                          | Величина власного капіталу                                                  | Підсумок форми № 4. |
| 3.2                                                          | Маневреність грошових коштів                                                | Грошові кошти / Власний капітал. |
| 3.3                                                          | Коефіцієнт покриття загальний.                                              | Оборотні активи / Поточні зобов'язання |
| 3.4                                                          | Коефіцієнт покриття проміжний.                                              | (Грошові кошти та їх еквіваленти + Дебіторська заборгованість) / Короткострокові позикові кошти.                                                            |
| 3.5                                                          | Коефіцієнт поточної ліквідності                                             | Грошові кошти та їх еквіваленти / Поточні зообов’язання |
| 3.6                                                          | Коефіцієнт абсолютної ліквідності (платоспроможності).                      | Грошові кошти / Поточні зообов'язання |
| 3.7                                                          | Частка оборотних коштів у активах                                           | Оборотні активи / Всього активів |
| 3.8                                                          | Частка запасів у оборотних активах.                                         | Запаси / Всього оборотних активів. |
| 3.9                                                          | Частка власних оборотних коштів у покритті запасів.                         | Власні оборотні кошти / Запаси. |
| 3.10                                                         | Коефіцієнт покриття запасів                                                 | Стабільні джерела покриття запасів / Запаси. |
| 3.11                                                         | Коефіцієнт критичної оцінки                                                 | (Гроші + Ринкові ЦП + Дебіторська заборгованість) / Поточні зообов'язання.                                                                                  |
| 3.12                                                         | Період інкасації дебіторської заборгованості.                               | Дебіторська заборгованість / (Продаж у кредит : К-сть днів у періоді)                                                                                       |
| 3.13                                                         | Тривалість кредиторської заборгованості.                                    | Кредиторська заборгованість / (Закупівлі : К-сть днів у періоді)                                                                                            |
| 3.14                                                         | Коефіцієнт довгострокових зообов'язаннь                                     | Довгострокові зообов'язання / (зообов'язання перед учасниками + Довгострокові зообов'язання)                                                                |
| 3.15                                                         | Коефіцієнт поточної заборгованості                                          | Поточні зообов'язання / зообов'язання перед акціонерами. |
| 3.16                                                         | Співвідношення грошових потоків та заборгованості кредиторам.               | Вхідні ГП / Заборгованість кредиторам. |
| 3.17                                                         | Співвідношення грошових потоків та довгострокових зообов'язаннь кредиторам. | Вхідні ГП / Довгострокові пасиви. |
| 3.18                                                         | Коефіцієнт автономії.                                                       | Власний капітал / Майно підприємства. |
| 3.19                                                         | Коефіцієнт співвідношення позикових та власних коштів.                      | Позикові кошти / Власні кошти |
| 3.20                                                         | Співвідношення нерозподіленого прибутку до всієї суми активів               | Нерозподілений прибуток / Всього активів |
| 3.21                                                         | Обертання матеріальних запасів.                                             | Продаж / Матеріальні запаси. |
| Показники фінансової стійкості та стабільності підприємства. |                                                                             | |
| 4.1                                                          | Коефіцієнт автономії.                                                       | Власний капітал / Майно підприємства. |
| 4.2                                                          | Коефіцієнт співвідношення позикових та власних коштів.                      | Позикові кошти / Власні кошти |
| 4.3                                                          | Коефіцієнт довгостроково залученого капіталу.                               | (Довгострокові кредити + довгострокові позики) / (Довгострокові кредити + довгострокові позики + Власний капітал)                                           |
| 4.4                                                          | Коефіцієнт маневреності власних коштів.                                     | (Довгострокові кредити + довгострокові позики + Власний капітал — Позаоборотні активи) / (Довгострокові кредити + довгострокові позики + Власний капітал) . |
| 4.5                                                          | Коефіцієнт реальної вартості ОЗ у майні підприємства.                       | (Вартість ОЗ — Сума накопиченої амортизації) / Вартість майна за підсумком балансу.                                                                         |
| 4.6                                                          | Коефіцієнт концентрації власного капіталу.                                  | Власний капітал / Активи |
| 4.7                                                          | Коефіцієнт фінансової залежності                                            | Активи / Власний капітал. |
| 4.8                                                          | Коефіцієнт концентрації залученого капіталу.                                | Залучений капітал / Усього коштів. |
| 4.9                                                          | Коефіцієнт довгостроково залученого капіталу                                | (Довгострокові зообов'язання) / (Довгострокові зообов'язання + Власний капітал).                                                                            |
| 4.10                                                         | Коефіцієнт структури залученого капіталу.                                   | Довгострокові зообов'язання / Залучений капітал. |
| 4.11                                                         | Показник заборгованості акціонерам                                          | Усього заборгованості акціонерам / Усього активів. |
| Показники рентабельності підприємства.                       |                                                                             | |
| 5.1                                                          | Рентабельність продажу                                                      | Прибуток від реалізації продукції / Виручка від реалізації продукції.                                                                                       |
| 5.2                                                          | Рентабельність основної діяльності                                          | Прибуток від реалізації продукції / Витрати на виробництво та реалізацію продукції.                                                                         |
| 5.3                                                          | Рентабельність власного капіталу.                                           | Чистий прибуток / Середня величина власного капіталу. |
| 5.4                                                          | Період окупності власного капіталу                                          | Середня величина власного капіталу / Чистий прибуток |
| 5.5                                                          | Рентабельність усього капіталу підприємства                                 | Загальний прибуток / Підсумок балансу. |
| 5.6                                                          | Рентабельність перманентного капіталу.                                      | Загальний прибуток / Підсумок розділу І пасиву балансу. |
| Показники ділової активності                                 |                                                                             | |
| 6.1                                                          | Загальне обертання капіталу                                                 | Чиста виручка від реалізації / Підсумок балансу. |
| 6.2                                                          | Обертання мобільних коштів                                                  | Чиста виручка від реалізації / Підсумок ІІ і ІІІ розділів активу балансу.                                                                                   |
| 6.3                                                          | Обертання матеріальних оборотних коштів                                     | Чиста виручка від реалізації / Підсумок ІІ розділу активу балансу.                                                                                          |
| 6.4                                                          | Обертання готової продукції                                                 | Чиста виручка від реалізації / Готова продукція. |
| 6.5                                                          | Обертання дебіторської заборгованості.                                      | Виручка від реалізації / Дебіторська заборгованість. |
| 6.6                                                          | Середній строк обороту дебіторської заборгованості.                         | 360 х Дебіторська заборгованість./ Виручка від реалізації                                                                                                   |
| 6.7                                                          | Обертання кредиторської заборгованості.                                     | Виручка від реалізації / Кредиторська заборгованість. |
| 6.8                                                          | Середній строк обороту кредиторської заборгованості.                        | 360 х Кредиторська заборгованість./ Виручка від реалізації                                                                                                  |
| 6.9                                                          | Фондовіддача необоротних активів                                            | Виручка від реалізації / Необоротні активи |
| 6.10                                                         | Обертання власного капіталу                                                 | Виручка від реалізації / власний капітал |
| Показники акціонерного капіталу                              |                                                                             | |
| 7.1                                                          | Прибутковість акцій                                                         | Дивіденди власників акцій / Ринкова ціна акцій х 100% |
| 7.2                                                          | Дохід на звичайну акцію                                                     | Прибуток після сплати податків та дивідендів на привілейовані акції / К-сть звичайних акцій.                                                                |
| 7.3                                                          | Цінність акції                                                              | Ринкова ціна акції / Дохід на акцію |
| 7.4                                                          | Дивідендний дохід                                                           | Дивідендний дохід на одну акцію / Середній дохід на одну акцію.                                                                                             |
| 7.5                                                          | Рентабельність акції                                                        | Дивіденд на одну акцію / Ринкова ціна акції. |
| 7.6                                                          | Коефіцієнт котирування акції                                                | Ринкова ціна акції / Облікова ціна акції. |

Залежно від мети та завдань аналізу в кожному конкретному випадку вибирають оптимальний саме для цього випадку комплекс показників та напрямків аналізу фінансового стану підприємства.
Слід підкреслити, що всі показники перебувають у взаємозв'язку та взаємозумовленості. Тому оцінити реальний стан підприємства можна лише на підставі використання певного комплексу показників з урахуванням впливу різних факторів на відповідні показники.